# ビクーニャ
ビクーニャ (Vicugna vicugna) は、哺乳綱偶蹄目（鯨偶蹄目とする説もあり）ラクダ科に分類される偶蹄類。

## 分布
アルゼンチン北西部、チリ北部、ペルー南部、ボリビア西部。エクアドルに再導入。

## 形態
頭胴長（体長）120 - 190センチメートル。肩高70 - 110センチメートル。体重50キログラム。ラクダ科最小種。
外観はグアナコとよく似ているが、前者は頸（）の下に30センチメートル前後の長い毛を有しているため、その点で一見して後者と区別できる。

## 分類
アルパカ、ラマ（リャマ）、グアナコと近縁であり、伝統的には、ビクーニャとアルパカをビクーニャ属（英語: Vicugna）に、ラマとグアナコをラマ属にまとめられる。しかし、これら4種の類縁関係には諸説があって統一的見解は得られていない。4種すべてをラマ族（tribus Lamini）として束ねる学説もあり、あるいはまた、ビクーニャのみをビクーニャ属とし、他の3種をラマ属の下位分類とする説もある。
最も支持を集める説では、アルパカは本種が家畜化されたものと見なされている。しかし、アルパカを本種の家畜化されたものと見なさず、本種のみをもってビクーニャ属が形成されているとする説などもある。

## 人間との関係

ペルーの国章

良質な体毛と肉を持つが、牡は繁殖期に縄張りを作って他の牡と闘う習性があるため家畜化しにくく、利用は野生種の捕獲による。かつては200万頭が生息していたと推定されるが、乱獲され、1960年代には1万頭以下まで生息数を減らした。その後、保護意識が高まり、ペルーでの1994年における生息数は6万6559頭、2000年における生息数は11万8678頭、2016年における生息数は21万8000頭と推定されている。この過程では、密猟者による殺人事件も発生、レンジャーの警備も必要となっている。
毛皮目的の密猟、過放牧や採掘による生息地の破壊、家畜との競合、アルパカとの交雑による遺伝子汚染などが懸念されている。1975年のワシントン条約発効時から、ワシントン条約附属書Iに掲載されている。2019年の時点でアルゼンチン（Catamarca・Jujuy・Saltaの個体群。半飼育状態の個体群も含む。）、エクアドル、チリ（Arica Parinacota・Tarapacáの個体群）、ペルー、ボリビアの個体群は附属書IIに掲載されている。
ビクーニャの毛織物は高級品として取引される。体毛が細いため、糸に紡いで利用される。毛の太さは100分の1ミリメートルほどで、動物の中でも極めて細い。そのため、わずかな重量の量で多くの空気を保持でき、保温性に優れながら極めて軽い、1993年には、インカ帝国時代に行われていた伝統的な囲い込みの技法（チャク）が復活し、ビクーニャを殺さずに体毛を刈ることが可能になった。しかし毛織物に十分な長さの毛を確保するため、2年に一度しか毛の刈り込みは許可されておらず、しかも1回の刈り込みで成獣1頭につき250 - 350グラム程度の体毛しか得られない事情もあって、ビクーニャの毛織物は極めて高価である。
綿毛を紡いだ紡毛糸で織り、チーズル起毛をして仕上げた柔らかな織物を、1980年代までの日本では「ヴィゴーニュ」と呼んだ。しかし近年ではそれらも「ビクーニャ」と呼ばれることが増えてきている。また、実際には、ヴィゴーニュとされているものの中には、綿を混ぜた混紡織物や、糸を紡ぐ油紡工程で羊毛を加えた織物もある。
ペルーの国章に描かれている動物でもある。

## 呼称
属名ならびに各国語の名称は、ケチュア語名に由来するvicuñaより。日本語では、動物を指す場合は「ビクーニャ」と呼び、体毛からつくるウールやその製品は英語名に由来する「ビキューナ」と呼ぶことが多い。また、加工品をヴィゴーニュと呼ぶ（#人間との関係を参照）のはフランス語名に由来する。「ヴィクーニャ」「ビクーナ」、「ヴィクナ」、「ビクニア」とも呼ばれる。

## ギャラリー

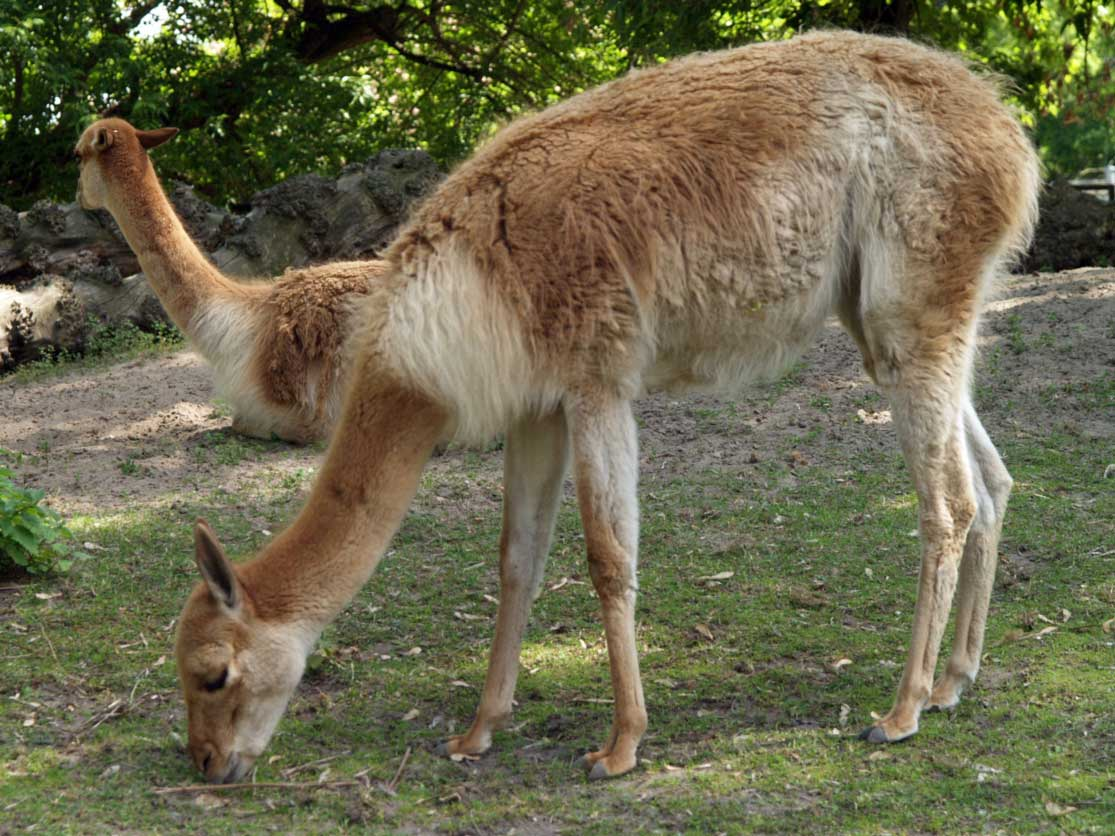
ビクーニャ
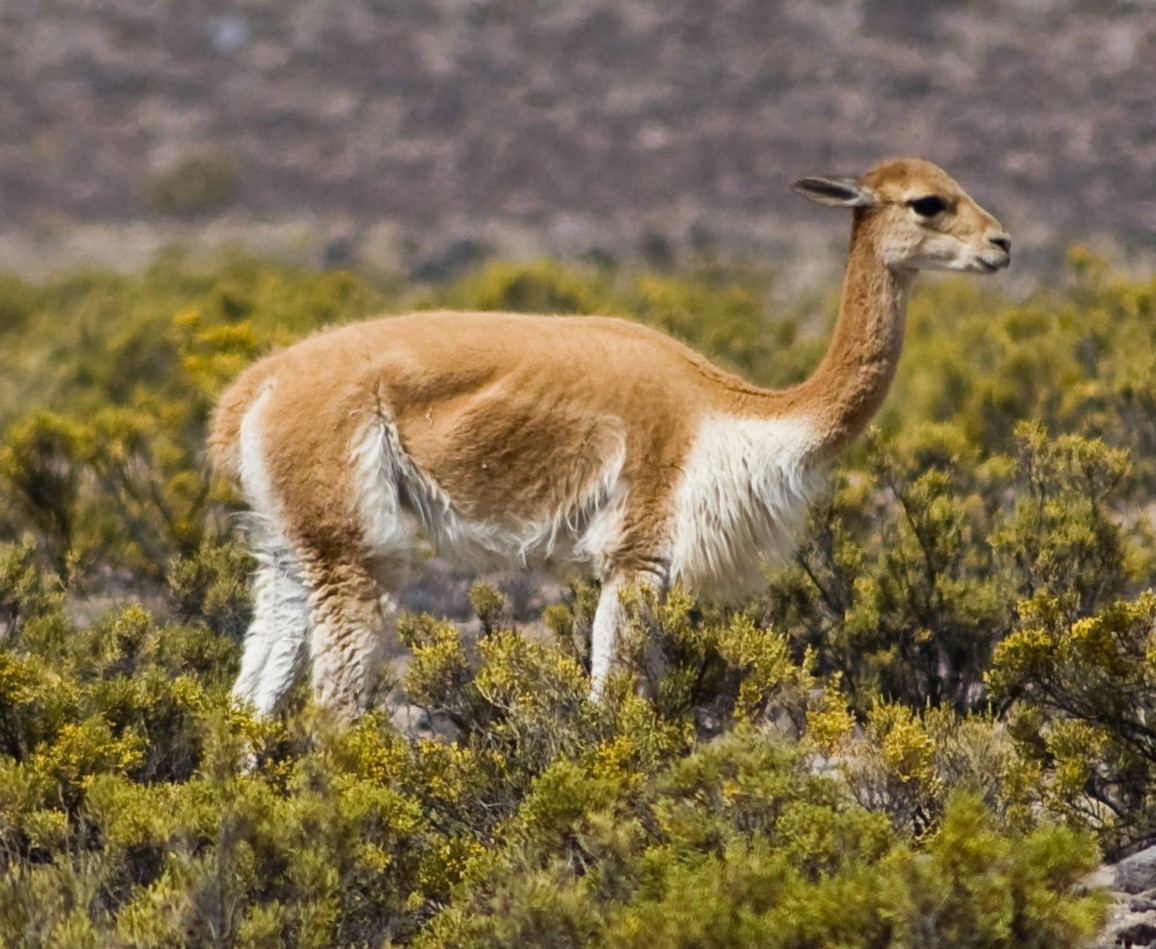
ペルー南部のアレキパ地方の草原でのビクーニャ
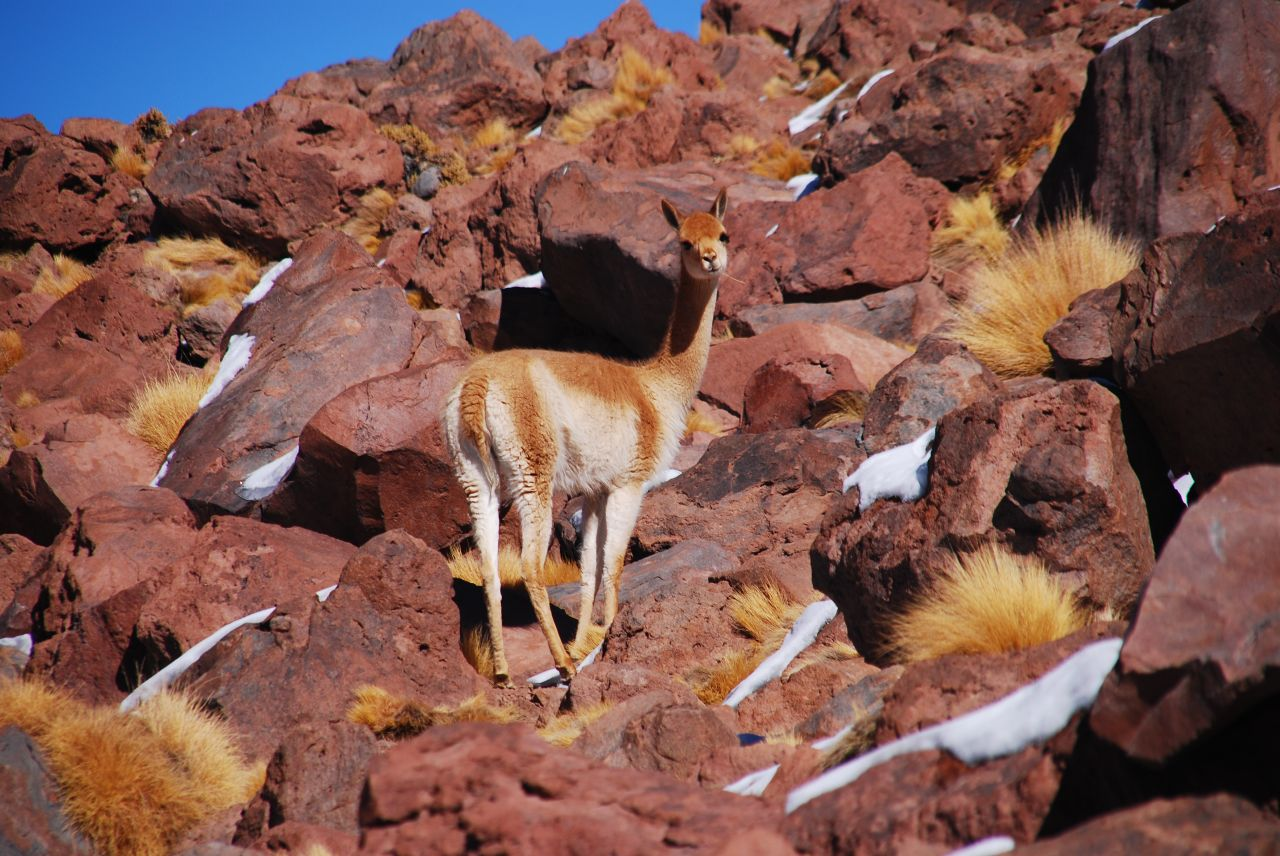
岩場を移動するビクーニャ
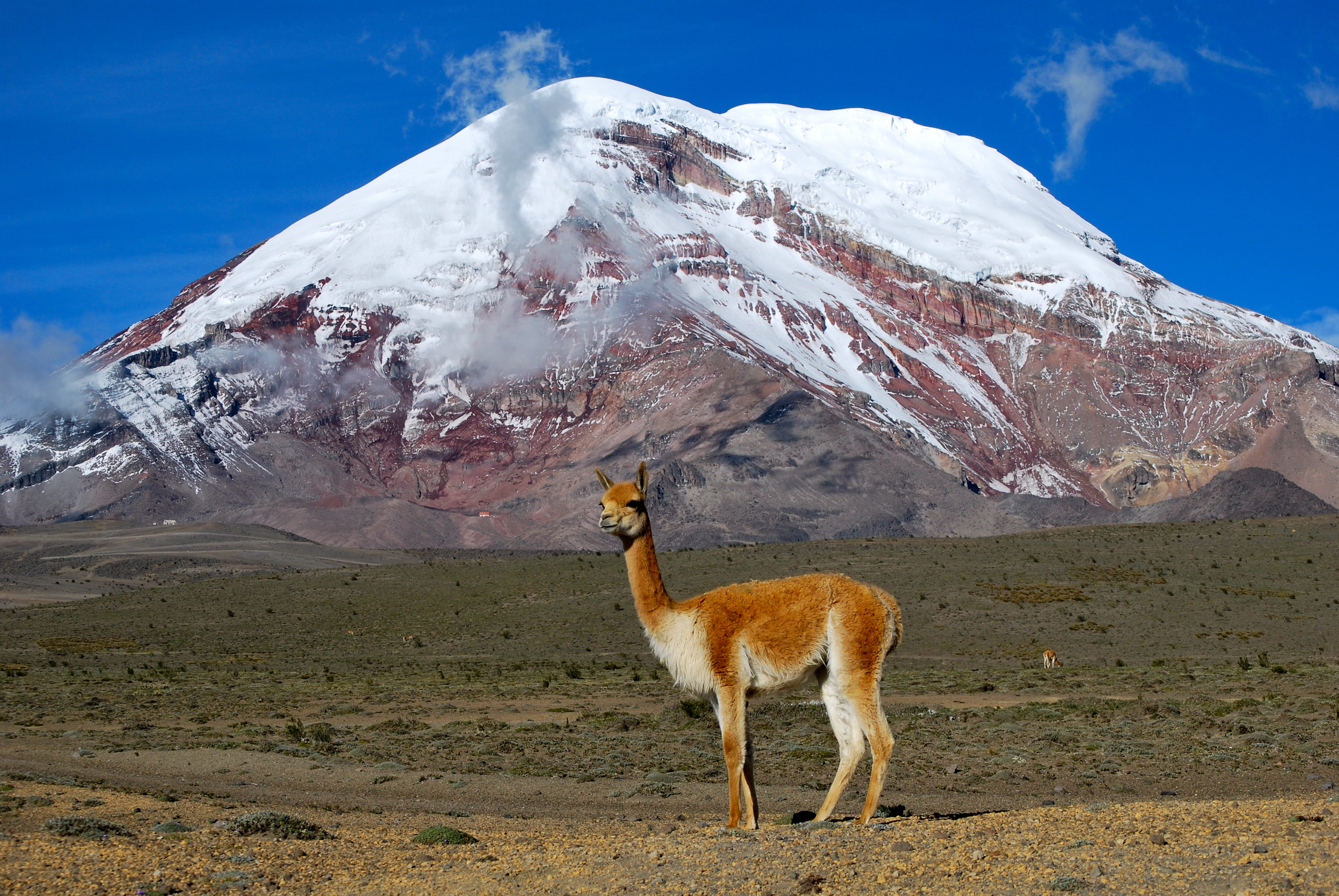
エクアドルの最高峰チンボラソを背景にたたずむビクーニャ